# United States Tri-Nation Series 2019/20
Die United States Tri-Nation Series 2019/20 sind zwei Drei-Nationen-Turniere, die vom 13. bis zum 23. September 2019 und vom 1. bis 8. April 2020 in den Vereinigten Staaten im One-Day Cricket ausgetragen sollten. Bei den zur internationalen Cricket-Saison 2019/20 gehörenden Turnieren nahmen neben dem Gastgeber beim ersten Turnier die Mannschaften aus Namibia und Papua-Neuguinea und beim zweiten die Mannschaften aus Schottland und den Vereinigten Arabischen Emiraten teil. Beide Turniere waren Bestandteil der ICC Cricket World Cup League 2 2019–2022 statt, die über dem ICC Cricket World Cup Qualifier 2022 einen Qualifikationsweg zum Cricket World Cup 2023 bilden. Im ersten Turnier konnte sich Namibia durchsetzen, während das zweite Turnier auf Grund der COVID-19-Pandemie verschoben werden musste und 2022 nachgeholt wurde.

## Format
In einer Vorrunde spielte jede Mannschaft gegen jede zwei Mal. Für einen Sieg gab es zwei, für ein Unentschieden oder No Result einen Punkt.

## Stadien
Das folgende Stadion wurde für die Turniere ausgewählt.
| Stadion                       | Stadt      | Kapazität | Spiele           |
| ----------------------------- | ---------- | --------- | ---------------- |
| Central Broward Regional Park | Lauderhill | 20.000    | 12 Gruppenspiele |

## Erstes Turnier (September 2019)

### Vorgeschichte
Für alle Mannschaften ist es das erste Turnier der Saison.

### Kaderlisten
Die Vereinigten Staaten benannten ihr Team am 10. September 2019.
| ODI | ODI | ODI |
| Namibia | Papua-Neuguinea | Vereinigte Staaten |
| --- | --- | --- |
| - Gerhard Erasmus (K) - Jan Frylinck (VK) - Stephan Baard - Karl Birkenstock - Zane Green (wk) - Zhivago Groenewald - Jean-Pierre Kotze - Tangeni Lungameni - Bernard Scholtz - Ben Shikongo - JJ Smit - Christi Viljoen - Craig Williams - Pikky Ya France | - Assad Vala (K) - Charles Amini - Simon Atai - Kiplin Doriga (wk) - Riley Hekure - Hiri Hiri - Jason Kila - Alei Nao - Nosaina Pokana - Lega Siaka - Chad Soper - Gaudi Toka - Tony Ura - Norman Vanua | - Saurabh Netravalkar (K) - Steven Taylor (VK) - Karima Gore - Elmore Hutchinson - Aaron Jones - Nosthush Kenjige - Jaskaran Malhotra (wk) - Xavier Marshall - Monank Patel - Nisarg Patel - Sagar Patel - Timil Patel - Jasdeep Singh - Rusty Theron |

### Spiele
Tabelle
| Teams              | Sp. | S | N | NR | P | NRR    |
| ------------------ | --- | - | - | -- | - | ------ |
| Namibia            | 4   | 3 | 1 | 0  | 6 | +0.511 |
| Vereinigte Staaten | 4   | 3 | 1 | 0  | 6 | +0.021 |
| Papua-Neuguinea    | 4   | 0 | 4 | 0  | 0 | −0.607 |

Spiele
| 13. September Scorecard | Lauderhill | Vereinigte Staaten 251-9 (50)                      | – | Papua-Neuguinea 159-6 (23/23) |
|                         |            | Vereinigte Staaten gewinnt mit 5 Runs (D/L method) |   |                               |

| 17. September Scorecard | Lauderhill | Namibia 121 (46)                         | – | Vereinigte Staaten 122-5 (31.2) |
|                         |            | Vereinigte Staaten gewinnt mit 5 Wickets |   |                                 |

| 19. September Scorecard | Lauderhill | Vereinigte Staaten 177 (48.1)          | – | Papua-Neuguinea 115 (38.1) |
|                         |            | Vereinigte Staaten gewinnt mit 62 Runs |   |                            |

| 20. September Scorecard | Lauderhill | Namibia 287-8 (49/49)                     | – | Vereinigte Staaten 142 (37/47) |
|                         |            | Namibia gewinnt mit 139 Runs (D/L method) |   |                                |

| 22. September Scorecard | Lauderhill | Papua-Neuguinea 219-8 (50)    | – | Namibia 222-6 (48.2) |
|                         |            | Namibia gewinnt mit 4 Wickets |   |                      |

| 23. September Scorecard | Lauderhill | Namibia 260-9 (50)          | – | Papua-Neuguinea 233 (47.3) |
|                         |            | Namibia gewinnt mit 27 Runs |   |                            |

## Zweites Turnier (April 2020)
Das Turnier wurde auf Grund der COVID-19-Pandemie abgesagt.

### Spiele
Tabelle
| Teams              | Sp. | S | N | NR | P | NRR    |
| ------------------ | --- | - | - | -- | - | ------ |
| Vereinigte Staaten |     |   |   |    | 0 | +0.000 |
| Ver. Arab. Emirate |     |   |   |    | 0 | +0.000 |
| Schottland         |     |   |   |    | 0 | +0.000 |

Spiele
| 1. April Scorecard | Lauderhill | Vereinigte Staaten | – | Ver. Arab. Emirate |
|                    |            |                    |   |                    |

| 2. April Scorecard | Lauderhill | Schottland | – | Ver. Arab. Emirate |
|                    |            |            |   |                    |

| 4. April Scorecard | Lauderhill | Vereinigte Staaten | – | Schottland |
|                    |            |                    |   |            |

| 5. April Scorecard | Lauderhill | Vereinigte Staaten | – | Ver. Arab. Emirate |
|                    |            |                    |   |                    |

| 7. April Scorecard | Lauderhill | Schottland | – | Ver. Arab. Emirate |
|                    |            |            |   |                    |

| 8. April Scorecard | Lauderhill | Vereinigte Staaten | – | Schottland |
|                    |            |                    |   |            |